# The Joykiller (album)
The Joykiller è il primo album di studio del gruppo punk statunitense The Joykiller, band fondata dagli ex-TSOL Ron Emory e Jack Grisham, pubblicato nel 1995 dalla Epitaph Records.

## Tracce
1. Love You More Dead - 2:12
2. Show Me the System - 2:07
3. We Got a God - 1:59
4. Seventeen (Robert Brookins, Tony Haynes) - 3:28
5. I Wanna Drink over You - 2:02
6. Go Bang - 2:27
7. The Other - 2:45
8. Monday - 1:35
9. She (Glenn Danzig, Paul Jones) - 1:33
10. Unconscious - 3:03
11. Baby Sitter - 2:44
12. Nobody's Here to Stay - 2:03
13. Never Come Back to Me - 1:48
14. Less Than Crazy - 1:48
15. She's Having Fun - 2:06

## Formazione[2]
- Jack Grisham -	voce
- Ron Emory - chitarra
- Billy Persons - basso
- Chris Lagerborg - batteria, voce d'accompagnamento
- Ronnie King - pianoforte, voce d'accompagnamento
- Brett Gurewitz - voce d'accompagnamento
- Stewart Taggert - voce d'accompagnamento